# Rai Doc
Rai Doc è stato un canale digitale terrestre e satellitare gratuito della Rai.

## Storia
Rai Doc ha iniziato le trasmissioni insieme a Rai Utile nel gennaio del 2004, per celebrare il lancio del digitale terrestre in Italia nello stesso giorno del 50º anniversario della Rai.

### Principali contenuti
Dedicava spazi alla cultura attraverso speciali sulla poesia e sulle arti, insieme alla trasmissione di alcuni classici del cinema italiano come i film di Totò o alcune fiction già passate sui canali generalisti del gruppo: Il maresciallo Rocca (solo la prima stagione), Un medico in famiglia (solo la terza e la quarta stagione), Baldini e Simoni e La moglie cinese.

### Conan O'Brien
Nel 2005, il canale trasmette il famoso show statunitense Late Night with Conan O'Brien, in lingua originale ma sottotitolato in italiano.
Nel giugno dello stesso anno, però, il programma viene cancellato dal palinsesto, a causa della diminuzione delle ore di programmazione in favore dell'esperimento Rai Futura.
È stata la prima volta, per la TV italiana, che un talk show USA andasse in onda completamente in chiaro.

## L'arrivo di Rai Futura
A partire dal 2005, con l'avvio di Rai Futura, la programmazione del canale viene ristretta. Al pomeriggio il canale toglie il proprio logo per sostituirlo con quello di Rai Futura, contenitore di programmi di sperimentazione per i giovani.
Dal 2005, quindi, il palinsesto di Rai Doc era presente la mattina, la sera e la notte e il suo identificativo cambia perciò in Rai Doc-Futura.

## Chiusura
A seguito della delibera dei dirigenti Rai del 20 dicembre 2006, il canale chiude i battenti insieme al suo gemello Rai Futura nel giugno del 2007.
Al suo posto, la Rai realizza Rai Gulp, canale dedicato ad un pubblico di bambini ed adolescenti.